# Ischnoptera hebes
Ischnoptera hebes es una especie de cucaracha del género Ischnoptera, familia Ectobiidae. Fue descrita científicamente por Walker en 1868.
Habita en Brasil.